# 邁克·基思
邁克·基思（英語：Michael Keith，1955年—）是一名美國數學家、軟體工程師，也是限制寫作作品的作者。
基思於1980年至1990年間受雇於沙諾夫，1990年至1998年間受雇於英特爾，兩段任期都涉及多媒體軟體的工作。他是沙諾夫開發第一個PC數位視訊系統「Digital Video Interactive」的原始團隊成員，也是英特爾開發另一種視訊壓縮標準「Indeo」的團隊成員。由於這些工作，基思是60項美國專利的發明者或共同發明者。截至2014年，他擔任軟體設計師、開發人員和測試人員。
基思是第一個描述原始數和基思數的人。他自行出版的書籍《From Polychords to Pólya: Adventures in Musical Combinatorics》是關於波利亞計數定理在和弦、音階和節奏等音樂構造的計數和分類中的應用。
基思曾寫過幾部長篇限制寫作，例如《Cadaeic Cadenza》，在這個故事中，連續字彙中的字母數目拼出了圓周率的前3835位數；《Not A Wake: A Dream Embodying π's Digits Fully for 10000 Decimals》一書，同樣以各種文學風格組成的文字編碼出圓周率的前10,000位數；以及《The Anagrammed Bible: Proverbs, Ecclesiastes, Song of Solomon》一書，與理查德·布羅迪（Richard Brodie）合著，將原文約95,000個字母重新排列，成為現代的意譯。他的限制寫作和邏輯學文章是《Word Ways》的常客

## 外部連結
- 官方网站
- 14 197 and other Keith numbers （页面存档备份，存于） Numberphile with Brady Haran